# Davayé
Davayé ist eine französische Gemeinde mit 680 Einwohnern (Stand: 1. Januar 2022) im Département Saône-et-Loire in der Region Bourgogne-Franche-Comté. Die Gemeinde ist Teil des Arrondissements Mâcon und des Kantons La Chapelle-de-Guinchay. Die Einwohner werden Davayoutis genannt.

## Geografie
Davayé liegt in der Landschaft Beaujolais, im Weinbaugebiet Bourgogne; hier wird aus den Trauben vor allem der Crémant de Bourgogne produziert.
Umgeben wird Davayé von den Nachbargemeinden Prissé im Norden, Charnay-lès-Mâcon im Osten, Solutré-Pouilly im Süden und Westen sowie Vergisson im Westen und Nordwesten.
Durch die Gemeinde führt die Route nationale 79.

## Bevölkerungsentwicklung
| Jahr                      | 1962 | 1968 | 1975 | 1982 | 1990 | 1999 | 2006 | 2011 | 2016 |
| ------------------------- | ---- | ---- | ---- | ---- | ---- | ---- | ---- | ---- | ---- |
| Einwohner                 | 427  | 466  | 527  | 610  | 630  | 617  | 682  | 678  | 682  |
| Quelle: Cassini und INSEE |      |      |      |      |      |      |      |      |      |

## Sehenswürdigkeiten
- Kirche Saint-Julien
- Schloss Chevignes aus dem 17. Jahrhundert
- Schloss Rossan, ursprünglich aus dem 15. Jahrhundert

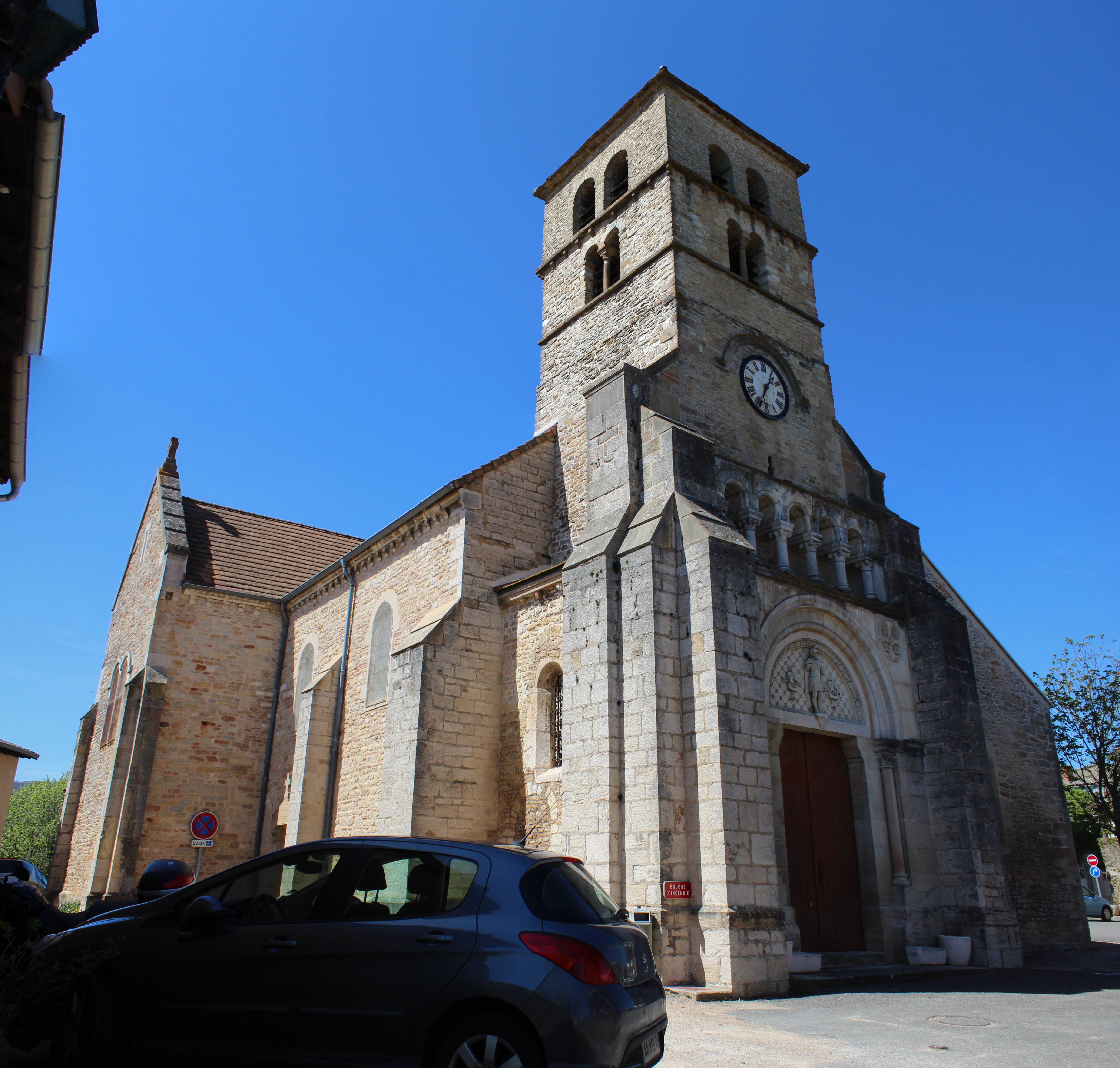
Kirche Saint-Julien
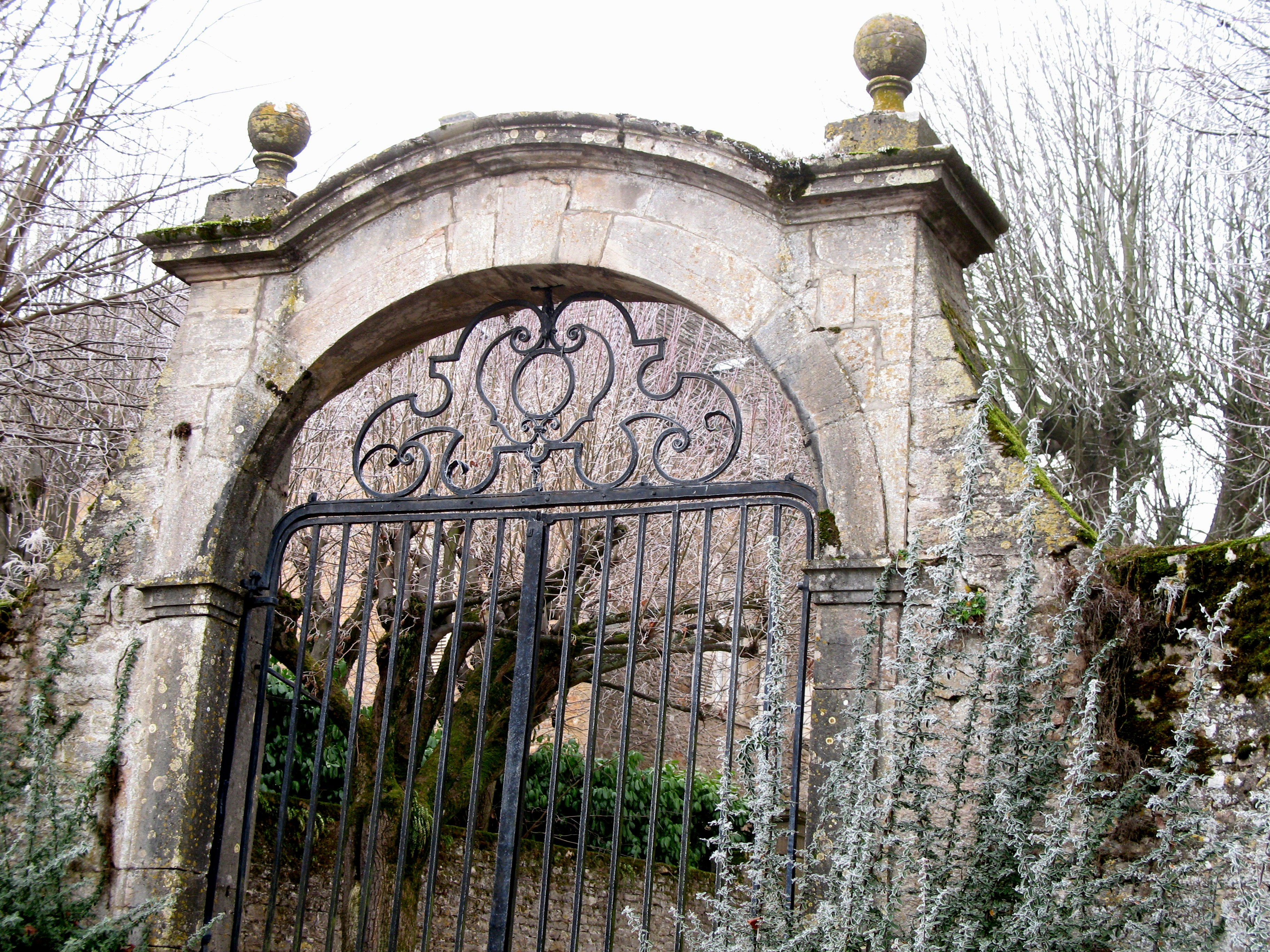
Eingang zum Schloss Chevignes
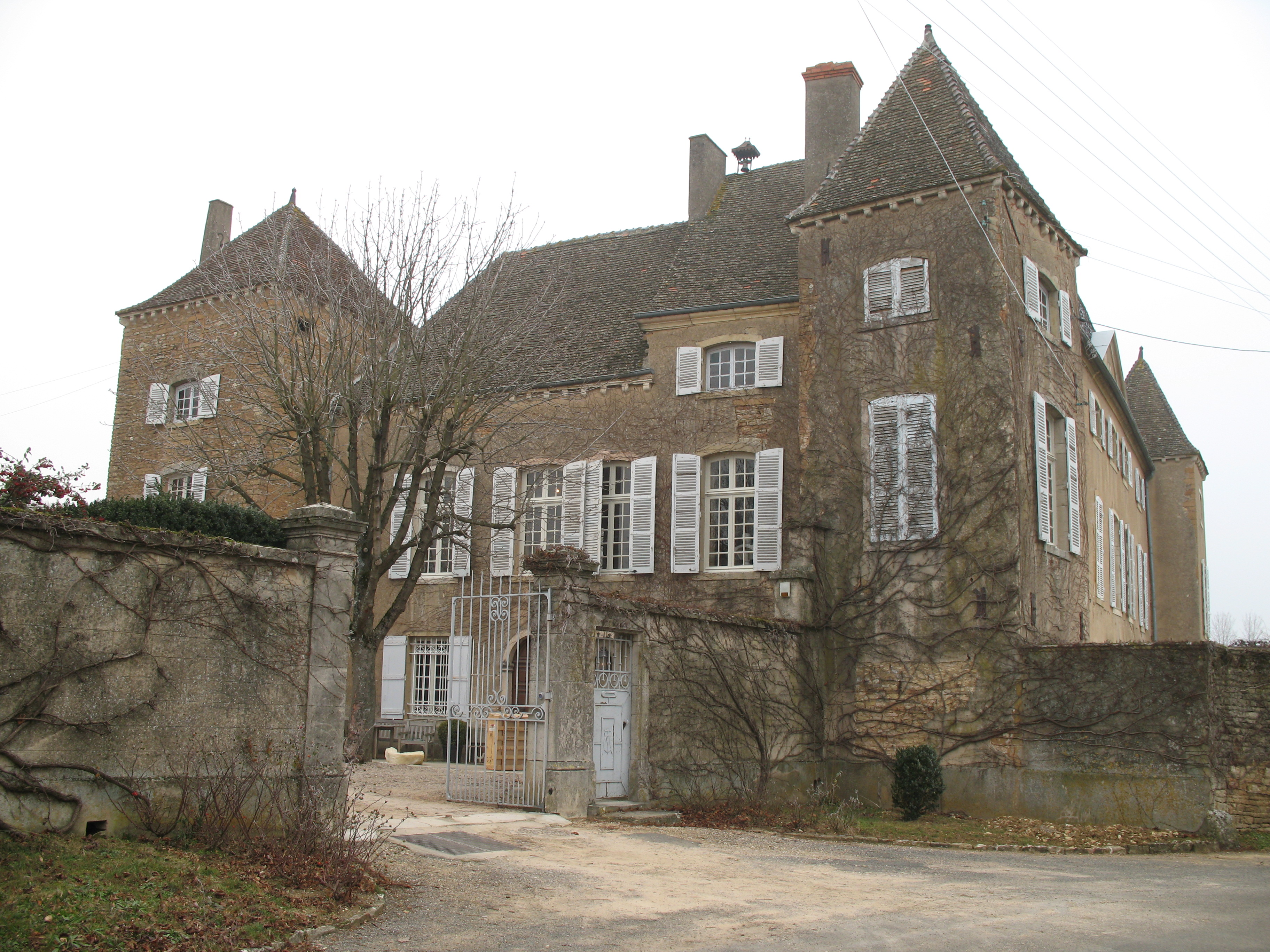
Schloss Rossan